# Asura snelleni
Asura snelleni är en fjärilsart som beskrevs av Walter Karl Johann Roepke 1943. Asura snelleni ingår i släktet Asura och familjen björnspinnare. Inga underarter finns listade i Catalogue of Life.